# Roy Lichtenstein
Roy Fox Lichtenstein (Nova Iorque, 27 de outubro de 1923 — Nova Iorque, 29 de setembro de 1997) foi um pintor estadunidense identificado com a Pop Art.
Na sua obra, procurou valorizar os clichês das histórias em quadrinhos como forma de arte, colocando-se dentro de um movimento que tentou criticar a cultura de massa.
O seu interesse pelas histórias em quadradinhos (banda desenhada), como tema artístico, começou provavelmente com uma pintura do rato Mickey, que realizou em 1963 para os filhos. Nos seus quadros a óleo e tinta acrílica, ampliou as características da banda desenhada e dos anúncios comerciais, e reproduziu à mão, com fidelidade, os procedimentos gráficos. Empregou uma técnica pontilhista conhecida como Pontos Ben-Day para simular os pontos reticulados das histórias. Cores brilhantes, planas, limitadas e delineadas por um traço negro, contribuíam para o intenso impacto visual.
Com essas obras, o artista pretendia oferecer uma reflexão sobre a linguagem e as formas artísticas. Os seus quadros, desvinculados do contexto de uma história, aparecem como imagens frias, intelectuais, símbolos ambíguos do mundo moderno. O resultado é a combinação de arte comercial e abstracção.
Muitas ilustrações de Lichtenstein eram feitas a partir de desenhos em quadrinhos.